# Navojoa
Navojoa (Mayo: Na'avojoa) is een stad in de Mexicaanse staat Sonora. Navojoa heeft 103.312 inwoners (census 2005) en is de hoofdplaats van de gemeente Navojoa.
Navojoa werd gesticht in 1614 als jezuïetenmissie op de plaats van een nederzetting van Mayo-indianen. Navojoa was de geboorteplaats van Álvaro Obregón (1880-1928), generaal in de Mexicaanse Revolutie en president van Mexico van 1920 tot 1924. Obregón startte als president een landbouwrevolutie in de valleien van de Río Yaqui en de Río Mayo rond Navojoa, waarmee de regio een van de welvarendste landbouwgebieden van het land werd.

## Geboren
- Álvaro Obregón (1880-1928), president van Mexico (1920-1924)
- Valentín Elizalde (1979-2006), zanger